# Phenacogrammus ansorgii
Phenacogrammus ansorgii es una especie de peces de la familia Alestiidae en el orden de los Characiformes.

## Morfología
Los machos pueden llegar alcanzar los 7,5 cm de longitud total.

## Hábitat
Es un pez de agua dulce y de clima tropical 24 °C-28 °C).

## Distribución geográfica
Se encuentran en África: el Gabón, Angola, la República Democrática del Congo y Guinea Ecuatorial.